# PDF
Portable Document Format (скраћено: PDF) је облик записа докумената унутар датотеке који је направило предузеће Адоби системс 1993. године. Користи се за запис дводимензионалних докумената у облику који је независан од софтвера и хардвера уређаја на коме се налази.
Сваки PDF-документ садржи комплетан опис документа, укључујући текст, векторску графику, растерске слике, те може садржавати и фонтове потребне за приказ текста. За приказ PDF-докумената потребно је имати одговарајући програм на рачунару, који је обично бесплатан и може се преузети са интернета.
Овај облик записа је заснован на програмском језику PostScript. Може се препознати по томе што су прва четири бајта записа документа увек %PDF. Име документа (датотеке) обично завршава са .pdf.